# Mirai bowl/Chai Maxx
Mirai bowl/Chai Maxx (ミライボウル／Chai Maxx?, Mirai bōru/Chai makkusu, lett. "Boccia del futuro/Chai Maxx) è il terzo singolo major (quinto in assoluto) del gruppo musicale di idol giapponesi Momoiro Clover, pubblicato il 9 marzo 2011 dall'etichetta Starchild, filiale della King Records Japan. Ha debuttato alla posizione numero 3 della classifica settimanale della Oricon. È l'ultimo singolo che vede Akari Hayami nella formazione del gruppo.

## Il disco
Il singolo è stato pubblicato in tre versioni differenti: un'edizione regolare e due edizioni limitate comprese di DVD.
Il brano Mirai bowl è stato utilizzato come sigla di chiusura dell'anime Dragon Crisis! mentre Chai Maxx come sigla di chiusura del programma televisivo della TV Asahi Onegai! Ranking. Quest'ultimo è stato inoltre certificato disco d'oro dalla Recording Industry Association of Japan per aver superato la soglia dei 100 000 download digitali.

## Tracce
Edizione standard
1. Mirai bowl (ミライボウル) – 4:25 (testo: Chokkyū Murano – musica: Ken'ichi Maeyamada, Tomotaka Ōsumi)
2. Chai Maxx – 4:34 (testo: Natsumi Tadano – musica: Masaru Yokoyama)
3. Mirai bowl (Off vocal version) – 4:25
4. Chai Maxx (Off vocal version) – 4:34

Edizione limitata A con DVD
1. Mirai bowl (ミライボウル) – 4:25 (testo: Chokkyū Murano – musica: Ken'ichi Maeyamada, Tomotaka Ōsumi)
2. Chai Maxx – 4:34 (testo: Natsumi Tadano – musica: Masaru Yokoyama)
3. Mirai bowl (Off vocal version) – 4:25
4. Chai Maxx (Off vocal version) – 4:34

1. Mirai bowl (Video musicale)
2. Flash anime "Shūmatsu otodoke! Momoclo bin: Fumōna tatakai hen" (FLASHアニメ「週末お届け! ももクロ便 〜不毛な戦い篇〜」)

Edizione limitata B con DVD
1. Mirai bowl (ミライボウル) – 4:25 (testo: Chokkyū Murano – musica: Ken'ichi Maeyamada, Tomotaka Ōsumi)
2. Chai Maxx – 4:34 (testo: Natsumi Tadano – musica: Masaru Yokoyama)
3. Mirai bowl (Off vocal version) – 4:25
4. Chai Maxx (Off vocal version) – 4:34

1. Chai Maxx (Video musicale)
2. Flash anime "Shūmatsu otodoke! Momoclo bin: Fumōna tatakai hen" (FLASHアニメ「週末お届け! ももクロ便 〜不毛な戦い篇〜」)

## Classifiche
| Classifica (2010)            | Posizione più alta |
| ---------------------------- | ------------------ |
| Giappone (Oricon)            | 8                  |
| Giappone (Billboard Hot 100) | 12                 |
| Giappone (Billboard)         | 3                  |

### Annotazioni
1. ↑  La locuzione "Chai Maxx" viene usata con significati differenti all'interno del brano: a mo' di suffisso nei verbi (stante a indicare qualcosa fatto nella sua totalità), in riferimento al masala chai o come giapponesizzazione del verbo inglese chime (battere, suonare, usato in riferimento al gong).

### Fonti
1. ↑  (JA) レコード協会調べ 1月度有料音楽配信認定 ＜略称：1月度認定＞, su riaj.or.jp, Recording Industry Association of Japan. URL consultato il 14 aprile 2015.
2. ↑  (JA) ももいろクローバー、半端ないパッションのニューシングル「ミライボウル」大特集, in Barks, 9 marzo 2011. URL consultato il 14 aprile 2015.
3. 1 2  (JA) 週間 CDシングルランキング 2011年03月21日付, in Oricon Style, Oricon. URL consultato il 14 aprile 2015.
4. ↑  (JA) メンバー号泣! ももクロ・早見あかり、電撃脱退発表でファン騒然, in Oricon Style, Oricon, 6 gennaio 2011. URL consultato il 14 aprile 2015.
5. ↑  (EN) Mirai Bowl/Chai Maxx [Regular Edition], in JaMe World. URL consultato il 14 aprile 2015 (archiviato dall'url originale il 4 marzo 2016).
6. ↑  (JA) Billboard Japan Hot 100 (2011/03/21付け), in Billboard Japan. URL consultato il 14 aprile 2015.
7. ↑  (JA) Billboard Japan Top Independent Albums and Singles│Charts│Billboard JAPAN (2011/03/21付け), in Billboard Japan. URL consultato il 14 aprile 2015.